# Алан (Бурятия)
Ала́н — улус в Хоринском районе Бурятии. Входит в сельское поселение «Хоринское».

## География
Расположен на правом берегу реки Она, в 1,5 км к северо-востоку от протоки Зун-Алан реки Алан (правый приток Оны), в 25 км к северо-востоку от районного центра, села Хоринск, у подножия горы Цаган-Ула.

## История
До Октябрьской революции местные буряты вели в основном кочевой образ жизни. По данным переписи 1900 года, в Анинском родовом управлении, в состав которого входили улусы Алан, Энхэ Тала, Байсын Эбыр, проживало: богатых семей — 13 дворов, середняков — 12, бедняков — 127, малоимущих — 30.
В 1921 году в улусе Алан была организована первая комсомольская ячейка, которую возглавил Улзыто Цыбжитов. Осенью 1921 году в местности Хотогор в частном доме открылась школа. Первым учителем был Цыремпил Цынгуев — местные звали его Халхаа багша.
В 1929 году была создана сельскохозяйственная коммуна «Улаан-Туяа» (Красный луч), затем артель «Ленинэй Туяа» (Ленинский луч). В хозяйстве насчитывалось 150 коней, 95 голов крупного рогатого скота, 125 овец, 7 телят, 3 плуга, 2 бороны, 8 войлочных юрт, численность рабочих составляла 40 человек.
В 1931 году в Алане в местности Малые Кули образовалось второе хозяйство «Улаан Туяа». В её состав входило 30 семей. В местности Худак образовалось охотоведческое хозяйство. Эти артели в 1934 году объединились в колхоз «Путь Сталина».
С 2004 по 2013 год улус входил в сельское поселение «Улан-Одонское» с центром в улусе Кульский Станок.
Законом от 6 мая 2013 года объединены сельские поселения «Улан-Одонское» (улусы Кульский Станок и Алан) и «Хоринское» в сельское поселение «Хоринское» с административным центром в селе Хоринск.

## Население
| 2002 | 2010 |
| ---- | ---- |
| 313  | ↗323 |

## Археология
- В окрестностях улуса — памятники культуры плиточных могил[4].
- В 6 км на северо-запад от западной окраины села Алан, на выположенной площадке у южного подножия скальной стенки на западном склоне горы Хэнгэрэктэ расположено местонахождение Барун-Алан 1. Индустрия Барун-Алана 1 представляет собой наиболее древний вариант археологических культур с бифасиальной традицией не только в Западном Забайкалье, но и в сопредельных территориях. Термолюминесцентным и радиоуглеродным методами для нижнего уровня шестого литологического слоя получена дата 35500 ± 4000 лет, для кровли седьмого литологического слоя — > 39800 лет[5].
- Писаница "Хотогой-Хабсагай"

## Известные уроженцы
- Дондокова, Цырен-Дулма Дондоковна (1911—2001)  — бурятская и советская поэтесса, прозаик, переводчик. Народная поэтесса Бурятии, заслуженный работник культуры Бурятии и России. Член Союза писателей СССР и России. Лауреат Республиканской премии Бурятской АССР.